# Блокадная книга
«Блока́дная кни́га» (1977—1982) — документальная хроника блокады Ленинграда; написана в соавторстве Даниила Гранина с Алесем Адамовичем.
Инициатива создания книги исходила от Алеся Адамовича. Авторы собрали 200 рассказов блокадников, которые были записаны на магнитофонную ленту. Общий объём материала составил 4000 страниц. Впервые часть её была напечатана с купюрами в журнале «Новый мир» (№ 12 за 1977 год, «Главы из блокадной книги»). Цензоров не устроили рассказы о мародёрстве в осаждённом городе. На издание этой книги в Ленинграде был наложен запрет, в Ленинграде книга вышла только в 1984 году после смены партийного руководства города. Д. Гранин подчёркивал, что «Блокадная книга» — это, прежде всего, книга «об интеллигенции и об интеллигентности».

## Содержание

### Предисловие
Книга посвящена «900 дням» блокады Ленинграда немецко-фашистскими войсками. Особо отмечается доблесть ленинградцев и их «верность социалистической Родине». Высоко оценивается роль ленинградской партийной организации, которая стала «инициатором создания народного ополчения» для борьбы с фашистскими захватчиками. Отмечается роль Ленинграда в отвлечении сил гитлеровцев от Москвы. Несмотря на предпринимаемые партией и правительством героические усилия, нормы выдачи хлеба населению 20 ноября 1941 года упали до 125 граммов в день. Вышли из строя водопровод и канализация, прекратилась подача тепловой энергии в дома. Для спасения города от голодной смерти через лёд Ладожского озера была проложена «Дорога жизни». По ней из города были эвакуированы 550 тыс. человек, а обратно ввозилось продовольствие. Суточные нормы потребления хлеба возросли до 500 г в день для рабочих. К осени 1942 года возродилась военная промышленность. 18 января 1943 года блокадное кольцо было прорвано на Шлиссельбургско-Синявинском выступе. Однако бомбёжки и артиллерийские обстрелы города продолжались. Лишь 27 января 1944 года Ленинград был полностью освобождён от вражеской блокады.

### Часть первая
Авторы акцентируют внимание на таких элементах ленинградских квартир, как паркет, диван, пианино и печь «буржуйка». Блокада немыслима без читаемых по радио стихов Ольги Бергольц и дневников Тани Савичевой, выставленных ныне в центре мемориала Пискарёвского кладбища. Большое внимание в книге уделено блокадным воспоминаниям, «живой боли памяти». Описываются страдания блокадников от вызванной голодом алиментарной дистрофии и холода.
6 сентября 1941 года была первая бомбёжка Ленинграда, а 8 сентября разбомбили Бадаевские склады. Танки врага подошли на расстояние 4 км от Кировского завода, а немецкая дальнобойная артиллерия способна была стрелять на 80 км. Авторы описывают страхи ленинградцев, связанные с возможным неприятельским десантом на одно из кладбищ города. Немцы с самолётов сбрасывали не только бомбы, но и листовки, где было написано: «Чечевицу съедите, Ленинград сдадите!» Воду вёдрами брали прямо из Невы (водопровод не работал), для тепла сжигали мебель, от цинги лечились сосновой хвоей. 21 ноября по «ледяной дороге через Ладогу» пошёл первый конный обоз, вскоре пошли и автомашины. Из городских властей Смольного в книге упомянут председатель горисполкома Попков.
С 1 по 10 января 1942 года в бомбоубежищах даже устраивались новогодние ёлки для школьников, где самым ценным подарком были мандарины из Грузии, доставленные по льду Ладоги. В январе 1942 года начались заболевания пеллагрой. «В январе — феврале вымирали прямо семьями», — свидетельствуют очевидцы, но в апреле 1942 года в городе вновь пошли трамваи, кое-где заработал водопровод, увеличилась норма хлеба, который выдавался по талонам. Зимой минимальная суточная норма была 125 граммов, однако этого не хватало для выживания. Даже 300 граммов хлеба в день считалось «смертельной нормой». За 300 граммов хлеба на рынке можно было купить бушлат. Рабочим с февраля 1942 года выдавали по 500 г, а служащим — 400 г. По весне ленинградцы ездили за одуванчиками на Удельную и в Озерки. Из их листьев варили суп, а из корневищ изготавливали лепёшки. По весне собирали крапиву в Таврическом саду и сеяли картофель в окрестностях шоссе Революции.
Случались и грабежи хлеба («мальчишки в форме ФЗУ»), но авторы считают их единичными случаями. В книге, со ссылкой на работницу Эрмитажа, повествуется о девушке, которая отравилась ядом после того, как увидела как её обезумевшая от голода мать выпотрошила и съела их домашнего кота Максима. Когда в сентябре 1941 года во время воздушного налёта погиб слон из Ленинградского зоопарка, то сетовали о том, что его тушу просто закопали в землю, а не засолили. Некоторых животных из зоопарка вывезли в Саратов, а некоторые даже пережили блокаду.
Авторы сетуют на «моральную дистрофию» современной им молодёжи, которые не хотят знать о блокаде. Также критикуют они и «западную литературу», которая осуждает сам факт обороны города. Они подчеркивают, что подвиг Ленинграда способствовал защите «нашей европейской цивилизации» от «тысячелетнего рейха». Авторы ссылаются на секретную директиву фюрера 1-а № 1601/41 от 22 сентября 1941 года, согласно которой город подлежал уничтожению даже в случае капитуляции. Поэтому блокадный голод («съели всех кошек, всех собак») воспринимается как «наёмный убийца» гитлеровцев и «враг, засланный фашизмом».
На начало блокады в Ленинграде проживало 2,5 млн человек. В конце — 700 тыс. Около миллиона человек эвакуировали из города по «Дороге жизни».

### Часть вторая
В первые дни войны (до начала блокады) на Кировском заводе началось формирование полков народного ополчения. Каждый район города выставил по дивизии: Кировский, Московский, Фрунзенский, Калининский и Октябрьский. Но зимой 1941/1942 годов фронт начинался уже «за Шушарами». Дневник директора архива Г. А. Князева свидетельствует, что в начале войны учёных заботили раскопки в Самарканде могилы Тамерлана. Простые ленинградцы не сразу ощутили войну и грядущие опасности. Они ходили в кино (недавно вышел на экраны фильм «Боксёры»), играли в скверах в домино и шахматы. Летом 1941 года они ещё надеялись на «мощную артиллерию Балтийского флота» и «армию Кулика». Впервые блокаду ленинградцы почувствовали 1 сентября 1941 года, когда немецкий десант высадился в районе станции Ивановская, перерезав железнодорожное сообщение Ленинграда с Большой землёй. 4 сентября город пережил первый артиллерийский обстрел. 8 сентября «юнкерсы» (их называли «стервятниками») бомбили Кировский завод и Гавань. 16 сентября немцы взяли Лигово, что в 12 км от города. 3 декабря в своей мастерской на Карповке одним из первых умер от голода художник-авангардист Павел Филонов. Трупы на улицах и в квартирах стали частью блокадного пейзажа. Из дневника старшеклассника Юры Рябинкина следует, что зима 1941/1942 годов запомнилась и сильными морозами до 25—30 °C, от которого не спасали ни валенки, ни ватник, ни шапка. Особое удивление авторов вызывает рассказ заведующей детским домом Куйбышевского района о радости по случаю драки двух детей, которая воспринималась как знак возвращения к жизни в марте 1942 года. Книга заканчивается библейским изречением «время собирать камни» (Екк. 3:5), и тут же даётся пояснение: «собирать глыбы народной памяти».

## Экранизации
По книге режиссёром Александром Сокуровым был снят документальный фильм «Читаем „Блокадную книгу“» (2009).
Произведение послужило основой художественного фильма «Блокадный дневник» (2020; режиссёр Андрей Зайцев).

## Дополнительная информация
- В 2013 году повесть была включена в список «100 книг», рекомендованных школьникам Министерством образования и науки РФ для самостоятельного чтения[2].
- В 2006 году опубликован роман с воспоминаниями «Интерес к частной жизни» Дианы Тевекелян (в 1975—83 гг. работала в журнале «Новый мир»). В главе «И, видимо, жизнь не такая уж вещь пустяковая, когда в ней ничто не похоже на просто пустяк» (стр. 321) описана работа над «Блокадной книгой» вместе с Граниным для последующей публикации отдельных глав в журнале[6].

## Издания
- Адамович А., Гранин Д. Блокадная книга. М.: Советский писатель», 1979. 298 с.
- Адамович А., Гранин Д. Блокадная книга. М.: Советский писатель», 1983. 433 с.
- Адамович А., Гранин Д. Блокадная книга. — М.: ОЛМА Медиа Групп, 2013. — 624 с.
- Адамович А., Гранин Д. Блокадная книга. СПб, Азбука, 2016. ISBN 978-5-389-12228-4.

## Исследования
- Люди хотят знать. История создания «Блокадной книги» Алеся Адамовича и Даниила Гранина / Сост. Н. Е. Соколовская. — СПб.: Издательство «Пушкинского фонда», 2021. — 272 с. — 2000 экз. — ISBN 978-5-6044370-8-7.